# Garça-azul-grande
Garça-azul-grande ou garça-real-americana (Ardea herodias) é uma ave da ordem dos Pelecaniformes da família Ardeidae.

## Características
Mede de 91 a 137 cm, seu peso varia de 2,3 a 3;6 kg, possui batidas de asa lentas e fortes e quando perturbada, dá um chamado rude. Alimenta-se de peixes grandes, mas come animais de todos os tipos e tamanhos. Alimenta-se principalmente espreitando a presa, mas também alimenta-se nadando ou mergulhando. Geralmente é vista perto de barcos de pesca e de lagoas de criação de peixes. Pode alimentar-se durante todo o dia e, na costa, seu horário de alimentação depende das marés.

## Subespécies
São reconhecidas quatro subespécies:
- Ardea herodias herodias (Linnaeus, 1758): do sul do Canadá, através do centro e leste dos EUA até o leste do México (até Tabasco). No inverno nas Índias Ocidentais, América Central e noroeste da América do Sul.
- Ardea herodias fannini (Chapman, 1901): Sudeste do Alasca até Washington (noroeste dos EUA).
- Ardea herodias cognata (Bangs, 1903): Ilhas Galápagos.
- Ardea herodias occidentalis (Audubon, 1835): Sul da Flórida e Península de Yucatán, através das Índias Ocidentais até as ilhas ao largo da Venezuela.

## Reprodução

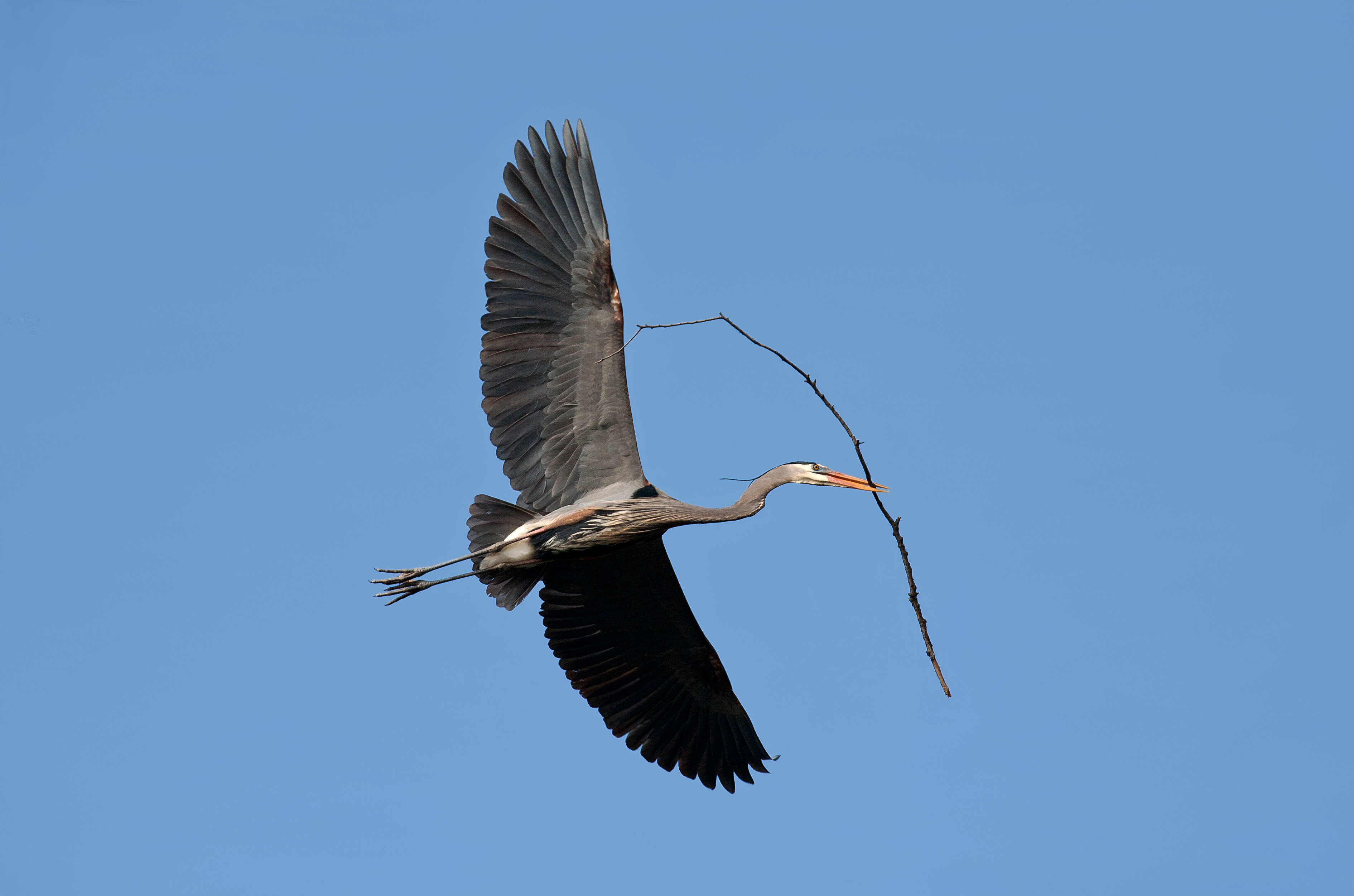
Uma garça-azul-gigante transportando material para construir ninho (Illinois, Estados Unidos)

Começa a fazer seus ninhos no fim do inverno e início da primavera, entretanto em áreas de clima tropical pode aninhar em quase todo o ano. Ela aninha-se mais frequentemente em colônias pequenas. Os ninhos são quadrados, ficam em árvores altas com zonas aquáticas de alimentação perto e consistem de plataformas de galhos com 0,5 a 1 m. Põe de 2 a 7 ovos, aumentando do sul para o norte. A incubação dura aproximadamente 28 dias. A mortalidade é alta e apenas 1 ou 2 filhotes chegam a empenar completamente.

## Distribuição
Na época de reprodução vive em grande parte da América do Norte com exceção das montanhas altas e desertos,na América Central e em certas ilhas do Caribe e do Pacífico. Fora da época de reprodução vive no litoral e sul da América do Norte, Caribe, litoral do México, América Central, raramente até o Panamá, norte da América do Sul, alcançando até o Brasil.

## Hábitos
Vive em uma variedade de ambientes, como pântanos de água doce e salgada, estuários, pradarias, campos agrícolas inundados e pastos, lagos, praias, bancos de areia em rios, pastos de terra seca e lagunas litorais. Gosta de ficar em água rasa e empoleirada em vegetação próxima. Pode alimentar-se tanto na água ou na sua margem.